# John Najarian
John Sarkis Najarian (Oakland, Estados Unidos, 22 de diciembre de 1927 - Stillwater, Estados Unidos, 1 de septiembre de 2020) fue un cirujano y profesor clínico estadounidense de cirugía de trasplantes en la Universidad de Minesota. Najarian fue pionero en la cirugía de trasplante de riñón e hígado.

## Primeros años
Najarian nació en Oakland, California, hijo de inmigrantes armenios. Estudió medicina en la Universidad de California, Berkeley, donde también fue tackle ofensivo para el equipo de fútbol de la universidad, y jugó en el Rose Bowl de 1949.

## Carrera
Después de la universidad, Najarian logró el éxito como cirujano de trasplantes y pronto se unió a la Universidad de Minesota con Owen Wangensteen, a quien sucedió en 1967 como jefe del departamento de cirugía.
Najarian fue presidente del departamento de cirugía de la Facultad de Medicina de la Universidad de Minesota desde 1967 hasta 1993. Fue autor de cerca de mil artículos en la literatura médica. Fue miembro fundador de la Sociedad Estadounidense de Cirujanos de Trasplantes y fue su cuarto presidente. Su programa de becas de cirugía de trasplantes capacitó a muchos cirujanos de trasplantes destacados e incluyó a cirujanos de minorías, incluido Clive O. Callender, quien fundó el programa de trasplantes en la facultad de medicina de la Universidad de Howard. Hizo un trabajo pionero en trasplantes de riñón en niños durante la década de 1970, desarrollando el fármaco anti-rechazo globulina anti-linfocitos, en trasplante de hígado pediátrico y en xenotrasplante de islotes porcinos para diabetes tipo I. Una de las operaciones médicas más famosas de Najarian fue un trasplante de hígado que se realizó en la Universidad de Minesota en 1982, y tuvo como paciente al infante Jaime Fiske.

## Controversia ALG
En 1995, Najarian fue acusado por la Administración de Alimentos y Medicamentos (FDA) por comercializar y vender ilegal e indebidamente globulina antilinfocitos (ALG), un medicamento contra el rechazo. Najarian fue posteriormente absuelto de estos cargos y el juez presidente y los expertos legales y médicos cuestionaron los motivos y propósitos de los fiscales y reguladores de la FDA.

## Vida personal
A John Najarian le precedieron en la muerte su esposa durante 67 años, Mignette, que murió el año pasado, y su hijo Paul, que murió en 2014. Le sobreviven sus hijos Pete, el ex jugador de fútbol americano de la NFL y analista de mercado de CNBC, el comerciante de opciones Jon Najarian y David.
Falleció el 1 de septiembre de 2020 en  una residencia de mayores en Stillwater (Minesota) de causas naturales.